# France au Concours Eurovision de la chanson 1960
La France a participé au Concours Eurovision de la chanson 1960 qui eut lieu le 29 mars 1960 à Londres, au Royaume-Uni.   C'est la cinquième participation et la deuxième victoire de la France au Concours Eurovision de la chanson.
Le pays est représenté par Jacqueline Boyer avec la chanson Tom Pillibi , chanson sélectionnée par la Radiodiffusion-télévision française (RTF).

## Sélection
La RTF choisit l'artiste et la chanson en interne pour représenter la France au Concours Eurovision de la chanson 1960.
38 chansons ont été reçues par la RTF. Sur les 38 chansons, les noms des interprètes des sept dernières chansons ont été perdus. Marcel Amont a interprété la chanson Tom Pillibi au jury de la RTF, lors de cette sélection interne.  Avec l'accord de l'intéressé, les jurés pensèrent toutefois que la chanson devait être interprétée par une jeune artiste.  Jacqueline Boyer, alors âgée de 18 ans, fille de Lucienne Boyer et de Jacques Pills, fut alors chargée d'interpréter cette chanson au Concours Eurovision de la chanson 1960.

### Chansons
| Ordre | Interprète                 | Chanson                     |
| ----- | -------------------------- | --------------------------- |
| 1     | Bourvil et Pierrette Bruno | Aux quatre saisons          |
| 2     | Jean Philippe              | Quand j'aurais tout vu      |
| 3     | Pia Colombo                | Tique-taque                 |
| 4     | Marcel Amont               | Tom Pillibi                 |
| 5     | Renée Gilbert              | La Clef du grenier          |
| 6     | Renée Gilbert              | Dans bien plus de mille ans |
| 7     | Colette Deréal             | Tes yeux lilas              |
| 8     | Éliane Dorsay              | Marie Colombe               |
| 9     | Simone Langlois            | Mademoiselle Tour Eiffel    |
| 10    | Cora Vaucaire              | Toulon… Le Havre            |
| 11    | Mathé Altéry               | L'Île aux amandiers         |
| 12    | Dany Doriac                | Au pays de mon amour        |
| 13    | Maria Vincent              | Faut pas                    |
| 14    | Maria Vincent              | Qu'est-ce que t'as ?        |
| 15    | Jean-Louis Tristan         | Dans ma prairie             |
| 16    | Jean-Louis Tristan         | Mon soleil, mon printemps   |
| 17    | Jean-Louis Tristan         | Miséricorde                 |
| 18    | Frédérica                  | Fleur du passé              |
| 19    | Frédérica                  | Les Voiliers                |

| Ordre | Interprète       | Chanson                   |
| ----- | ---------------- | ------------------------- |
| 20    | Frédérica        | J'ai le mal de toi        |
| 21    | Mick Micheyl     | Comme c'est étrange       |
| 22    | Michèle Arnaud   | Y'a des années            |
| 23    | Mick Micheyl     | Serres-moi fort           |
| 24    | Mick Micheyl     | L'amour était dans l'air  |
| 25    | Georges Guétary  | C'est Noël à Paris        |
| 26    | Georges Guétary  | Grand-mère                |
| 27    | Georges Guétary  | On s'aimera               |
| 28    | Paule Desjardins | Adieu mon cœur            |
| 29    | Lucien Lupi      | Soleil, lève toi          |
| 30    | Henri Decker     | Pour un instant d'amour   |
| 31    | Henri Decker     | Si tu viens dans mon pays |
| 32    | -                | La Ruelle du faubourg     |
| 33    | -                | Écarte-toi, madame la vie |
| 34    | -                | Rien ne sert à rien       |
| 35    | -                | Plutôt perdre le ciel     |
| 36    | -                | Cœur en digue-digue       |
| 37    | -                | Toi mon amour             |
| 38    | -                | Sur le chemin bleu        |

## À l'Eurovision
Chaque pays avait un jury de dix personnes. Chaque membre du jury pouvait donner un point à sa chanson préférée.

### Points attribués par la France
| 4 points | Allemagne |
| 3 points | Monaco    |
| 2 points | Suède     |
| 1 point  | Norvège   |

### Points attribués à la France
| 10 points                        | 9 points           | 8 points   | 7 points   | 6 points                                     |
| -------------------------------- | ------------------ | ---------- | ---------- | -------------------------------------------- |
|                                  |                    |            |            |                                              |
| 5 points                         | 4 points           | 3 points   | 2 points   | 1 point                                      |
| - Monaco - Norvège - Royaume-Uni | - Danemark - Suède | - Belgique | - Pays-Bas | - Allemagne - Autriche - Luxembourg - Suisse |

Jacqueline Boyer interprète Tom Pillibi en 13e et dernière position lors du concours suivant l'Italie. Au terme du vote final, la France termine 1re sur 13 pays, après avoir reçu 32 points,.